# 中島あゆみ
中島 あゆみ（なかじま あゆみ、9月11日 - ）は、日本の結婚相談所仲人、タレント、実業家。山口県下関市出身。所属事務所はマリンコーポレーション。当初はプライムワン（現・プライム）に所属していた。

## 来歴
仲人として、ハイクラスに特化した結婚相談所マリンコーポレーションを運営。仲人暦は20年以上。
中島あゆみ、美魔女グルメの名前で、日本酒のインフルエンサーとしても活動している。
ベンチャーの執行役員でもある。
下関海峡大使

## 出演

### テレビドラマ
- 世にも奇妙な物語「顔色」（1992年7月23日、フジテレビ）
- 綺麗になりたい（1992年、日本テレビ）
- 天国に一番近い病院（1993年1月2日、フジテレビ） - 看護師 役
- 水戸黄門 第24部 2話「狙われた箱根の献上湯」（1995年9月18日、TBS） - おこう 役

### バラエティ番組 ほか
- 笑いがいちばん（NHK） - レギュラー
- 笑売繁盛!（1991年10月6日 - 1992年9月27日、日本テレビ） - レギュラー
- 不思議ミステリーツアー（日本テレビ） - レギュラー
- タモリのSUPERボキャブラ天国（1994年、フジテレビ）
- 元旦まで感動生放送!史上最大39時間テレビ「ずっとあなたに見てほしい 年末年始は眠らない」（1992年12月30日 - 1993年1月1日、TBS）
- 特番深呼吸（NHK）
- 新人演芸コンクール決勝大会進出（NHK）- 予選東京2位通過
- クイズ マルコポーロ（NHK）
- ブロードキャスター（TBS）
- 大人にして（日本テレビ）
- EXテレビ 金曜日（日本テレビ）
- どうーなってるの?! （フジテレビ） - レポーター
- トーククラブ（テレビ東京）- 月〜金曜日アシスタントレギュラー
- 歌謡ブレイク（テレビ東京）- 冠番組司会
- スターボウリング（テレビ東京）
- 地球まるかじり（テレビ東京）
- トランタン白書（テレビ東京）
- 爆笑BOOING （関西テレビ）
- あいつ今何してる?（テレビ朝日）

### ビデオドラマ
- 電エース（1989年） - カズエ 役

### ラジオ
- 鶴光の噂のゴールデンアワー（ニッポン放送） - レギュラー
- 八木正幸のスリーミーなひととき（たんなん夢レディオ） - ゲスト[1]

### 雑誌
- 宝島社ファッション誌　オチッピー（表紙・モデル）
- アクトレス（表紙・巻頭グラビア）
- AERA（インタビュー）